# Francisco Díaz Madriz
Francisco Javier Díaz Madriz (Chinandega, 3 de agosto de 1961) es un abogado y policía nicaragüense. Es el actual director general de la Policía Nacional de Nicaragua. Fue nombrado por el presidente Daniel Ortega el 5 de julio de 2018, varios meses después de la renuncia de su predecesora Aminta Granera durante las protestas de 2018 y la ola de críticas por la respuesta policial. El nombramiento fue hecho público el 23 de agosto y Díaz asumió oficialmente el 5 de septiembre del mismo año. Actualmente la presidencia de la República encabezada por el copresidente, Daniel Ortega y la copresidenta, Rosario Murillo, le han extendido el mandato frente a las Fuerzas del orden y seguridad pública por seis años.

## Biografía
Nació en Chinandega, el 3 de agosto de 1961. Francisco Díaz Madriz fue sancionado por el Departamento de Estado de los Estados Unidos, el 5 de julio de 2018 -pocas horas antes de su nombramiento- bajo la Ley Magnitsky, por "serios abusos a los derechos humanos contra el pueblo de Nicaragua” por parte de la policía.a pesar de que la institución policial tuvo 22 bajas y más de 1000 heridos provocadas por la oposición y ocultas al mundo por la influencia de los medios masivos de comunicación y de las organizaciones tales como la ONU, OEA , CIDH de ocultar los excesos de los opositores y presentarlos como represión no como terrorismo.
Díaz es consuegro de Ortega debido al matrimonio de sus hijos.
No goza de simpatías de sus subordinados por el alto maltrato hacia los subordinados, tráfico de influencias,  policías golpistas ocupando cargos de dirección, desinconsideración contra policías patriotas, no restitución de viáticos alimenticios y de transporte que son usados para hijos exmatrimoniales de jefes, sobre explotación del personal, ninguna mejora salarial, obstrucción a beneficios de medios vehiculares y de viviendas, han provocado las masivas deserciones que la jefatura policial promovió reformas a la ley policial en 2023 para castigar con cárcel deserciones y renuncias por malas condiciones laborales y sallariales mientras la jefatura policial aumenta sus riquezas y bienes a expensas de sus subordinados que han causado rechazo en el cuerpo policial por menoscabo a la integridad policial.